# Phuduhudu (Ngamiland East)
Phuduhudu è un villaggio del Botswana situato nel distretto Nordoccidentale, sottodistretto di Ngamiland East. Il villaggio, secondo il censimento del 2011, conta 564 abitanti.

## Località
Nel territorio del villaggio sono presenti le seguenti 25 località:
- Farm di 3 abitanti,
- Ginger,
- Ikanyeng Farm di 18 abitanti,
- Kabu di 10 abitanti,
- Kaka di 8 abitanti,
- Kamolane di 3 abitanti,
- Lengonyaneng di 4 abitanti,
- Magare di 14 abitanti,
- Makgadikgadi Wildlife Camp di 4 abitanti,
- Mogobe wa Mokgalo di 6 abitanti,
- Mokehaneng (No 1),
- Motsikiri di 4 abitanti,
- Nxhabe di 27 abitanti,
- Odiakwa di 1 abitante,
- Phuduhudu Lands di 16 abitanti,
- Phuduhudu Quarantine di 25 abitanti,
- Roads Camp di 10 abitanti,
- Setsile di 16 abitanti,
- Shixe di 7 abitanti,
- Shixele,
- Telecomms Workers Camp,
- Tlhogo-ya-Tlou di 6 abitanti,
- Xcuu di 23 abitanti,
- Xheche,
- Xheke Lands di 3 abitanti